# Песня-78
«Песня-78» — восьмой советский телевизионный фестиваль эстрадной песни из серии «Песня года». Финальный концерт проводился в Останкино, транслировался по телевидению 1 января 1979 года.
Производство: Главная редакция музыкальных программ. Режиссёр: Марат Ларин.
Продолжительность — 3 часа 37 минут, количество песен — 40.
Оркестр — эстрадно-симфонический оркестр Центрального телевидения и Всесоюзного радио, дирижёр народный артист РСФСР, лауреат премии Ленинского комсомола Юрий Силантьев и Александр Михайлов  (во втором отделении).
Ведущие — Александр Масляков и Светлана Жильцова вышли на сцену под музыку «Марша весёлых ребят» (из кинофильма «Весёлые ребята», музыка Исаака Дунаевского, слова Василия Лебедева-Кумача).
Исполнители песен-финалистов вышли под музыку «Песня остается с человеком» (музыка Аркадий Островский, слова Сергей Островой).
На концерте второй год подряд нет жюри.
Гость фестиваля Эльдар Рязанов рассказал о том, как стал автором стихов из к/ф Служебный роман. Зарубежный гость фестиваля, Карел Готт, познакомился с космонавтами Борисом Волыновым и Виталием Севастьяновым.  После чего певец представил следующую песню — «Отчий дом» (дуэт с Софией Ротару), которая как бы случайно продолжила тему беседы с космонавтами. 
Нашла отражение на «Песне-78» тема XI Всемирного фестиваля молодёжи и студентов на Кубе (песня «Это говорим мы» в исполнении ВИА Пламя), целью специально написанной песни было продолжение эстафеты интернационализма и солидарности с борцами за свободу,  поддержка и романтизация разными средствами мифа о мировой революции.
Избранные песни фестиваля были выпущены Discogs.

## Фон
Карел Готт (Чехословакия) нарушил сразу множество правил в ритуале фестиваля «Песня года» (вышел из зрительного зала,  напрямую обратился к аудитории, самолично представил исполняемую песню и её авторов,  подчеркнул  «живое» исполнение ( с середины семидесятых финал целиком записывался под фонограмму). Сюжет исполненной им песни «Скрипка Паганини» перекликался с сюжетом песни «Женщина, которая поёт» (Л. Гарин, А. Пугачева; К. Кулиев, русский текст Н. Гребнева), исполненной Аллой Пугачевой перед выходом Карела Готта. Размышления о творческой личности и её судьбе только зарождались на советской эстраде, впоследствии вылившись в  хиты  Раймонда Паулса, многие из которых позже прозвучали в «Песне года».
1978 год был годом триумфа композитора Алексея Экимяна: Вахтанг Кикабидзе поёт его суперхит «Мои года», а  Нани Брегвадзе «Снегопад».

## Хитпарады
Итоги 1978 года, согласно опросу читателей газеты «Московский комсомолец» (в рубрике «Звуковая дорожка») показывают выбор слушателей:
Лучшая певица (топ-10)
1. Алла Пугачёва (2 037 голосов). 2. София Ротару (699 очков), 3. Роза Рымбаева (380). 4. Ирина Понаровская (196). 5. Валентина Толкунова (64) 6. Роксана Бабаян (61) 7. Людмила Сенчина (51). 8. Жанна Бичевская (41). 9. Эдита Пьеха (39). 10. Мирдза Зивере (29).
Лучший певец
1. Яак Йоала (1 050). 2. Александр Градский (849). 3. Лев Лещенко (703). 4. Михаил Боярский (276). 5. Ренат Ибрагимов (242). 6. Тынис Мяги (123). 7. Евгений Мартынов (58). 8. Альберт Асадуллин (38). 9. Эдуард Хиль (25). 10. Валерий Ободзинский (24).
Лучшие ВИА
1. «Песняры» (1 189). 2. «Ариэль» (426). 3. «Весёлые ребята» (291). 4. «Лейся, песня» (288). 5. «Синяя птица» (281). 6. «Пламя» (204). 7. Группа Стаса Намина (158). 8. «Оризонт» (122). 9. «Модо» (105). 10. «Самоцветы» (102).
Лучшие песни
1. «Остановите музыку» — Тынис Мяги (743). 2. «Сонет Шекспира» — Алла Пугачёва (602). 3. «Как молоды мы были» — Александр Градский (549). 4. «Крик птицы» — «Песняры» (542). 5. «Песенка про меня» — Алла Пугачёва (511). 6. «Беловежская пуща» — «Песняры» (335). 7. «Фотографии любимых» — Яак Йоала (309). 8. «Песенка первоклассника» — Алла Пугачёва (264). 9. «Всё могут короли» — Алла Пугачёва (239). 10. «Не отрекаются, любя» — Алла Пугачёва (235). 11. «Приезжай» — Алла Пугачёва (206). 12. «Горько» — «Синяя птица» (202). 13. «Рано прощаться» — Группа Стаса Намина (186). 14. «Вероника» — «Песняры» (185). 15. «Ты возьми меня с собой» — Алла Пугачёва (183). 16. «Напиши мне письмо» — «Весёлые ребята» (126). 17. ««Все, что есть у меня» — «Самоцветы» (120). 18.«Последний лист (Листья жёлтые)» — М. Вилцане и О. Гринберг (116). 19. «Кукла» — «Весёлые ребята» (110). 20. «Наш город» — Ренат Ибрагимов (103).
Лучшие диски
1. «АББА» (815). 2. «Зеркало души-1» — Алла Пугачёва (772). 3. «По волне моей памяти» (657). 4. «Уингз» (642). 5. «Зеркало души-2» — Алла Пугачёва (401). 6. «Би джиз» (317). 7. «Имэйджн» — Джон Леннон (315). 8. «Русские картинки» — «Ариэль» (270). 9. «Я почти знаменит» — Клифф Ричард (269). 10. «Песняры-3» (216).

## Дебюты
- Карел Готт (Чехословакия)[2][6]
- Молдавский ансамбль «Оризонт» с песней «Калина»[6][7]
- Ренат Ибрагимов
- Яак Йоала[6]
- Татьяна Кочергина из Украины
- Виктор Кривонос
- Тынис Мяги с песней «Остановите музыку»[8].

## Хиты
Песня-78 оказался одним из самых удачных фестивалей, целый ряд его песен-финалистов стали популярными:
- «Женщина которая поет», «Песня первоклассника» (исполнительница Алла Пугачёва)[1][6]
- «Камушки» (исполнительница Людмила Сенчина)[9], У природы нет плохой погоды (из к/ф Служебный роман, исполнительница в фильме Алиса Фрейндлих, исполнительница на фестивале Людмила Сенчина)[1][10][6]
- «Песня о Ташкенте»[4]
- «Притяжение земли»[4]
- Придёт и к вам любовь (исполнитель Эдита Пьеха)[1]
- Солнечные часы (исполнитель Як Йола)[1]
- Моя песня («Чито-грито», исполнитель Вахтанг Кикабидзе)[9]

Детской классикой стали песни:
- «Вместе весело шагать»[11]
- «Песня Красной Шапочки» (из т/ф «Про Красную Шапочку. Продолжение старой сказки»).

## Финалисты
В финальном концерте прозвучали следующие песни-лауреаты:

| №  | Название                                                                        | Автор музыки                | Автор текста                                    | Исполнитель                                                                                     | Примечание                                                                                   |
| -- | ------------------------------------------------------------------------------- | --------------------------- | ----------------------------------------------- | ----------------------------------------------------------------------------------------------- | -------------------------------------------------------------------------------------------- |
| 1  | 1-е отделение: Любовь, комсомол и весна                                         | Александра Пахмутова        | Николай Добронравов                             | Лев Лещенко                                                                                     |                                                                                              |
| 2  | Вместе весело шагать                                                            | Владимир Шаинский           | Михаил Матусовский                              | Большой детской хор ЦТ и ВР п/у Виктора Попова, солист: Дима Голов                              | из х/ф И снова Анискин                                                                       |
| 3  | Песня о Ташкенте                                                                | Давид Тухманов              | Рамз Бабаджан (перевод Льва Ошанина)            | Мансур Ташматов (3-я прем. на «Золотом Орфее») и Большой детской хор ЦТ и ВР п/у Виктора Попова |                                                                                              |
| 4  | Камушки                                                                         | Александр Морозов           | Михаил Рябинин                                  | Людмила Сенчина и Большой детской хор ЦТ и ВР п/у Виктора Попова                                |                                                                                              |
| 5  | Песня Красной Шапочки (из т/ф «Про Красную Шапочку. Продолжение старой сказки») | Алексей Рыбников            | Юлий Ким                                        | Большой детской хор ЦТ и ВР п/у Виктора Попова, солистка — Лена Могучева                        |                                                                                              |
| 6  | Песня первоклассника                                                            | Эдуард Ханок                | Игорь Шаферан                                   | Алла Пугачева                                                                                   |                                                                                              |
| 7  | Лучше нашего солдата не поет никто                                              | Алексей Экимян              | Владимир Харитонов                              | Ансамбль песни и пляски МВД, солист Владимир Романов                                            |                                                                                              |
| 8  | Кружится лист                                                                   | Никита Богословский         | Игорь Шаферан                                   | Валентина Толкунова                                                                             |                                                                                              |
| 9  | Два брата                                                                       | Валерий Гаврилин            | Виктор Максимов                                 | Эдуард Хиль                                                                                     |                                                                                              |
| 10 | Придёт и к вам любовь                                                           | Марк Фрадкин                | Роберт Рождественский                           | Эдита Пьеха                                                                                     |                                                                                              |
| 11 | Солнечные часы                                                                  | Владимир Мигуля             | Илья Резник                                     | Яак Йоала                                                                                       |                                                                                              |
| 12 | Пришла любовь                                                                   | Серафим Туликов             | Александра Тесарова                             | Ольга Воронец                                                                                   |                                                                                              |
| 13 | Это говорим мы                                                                  | Георгий Мовсесян            | Лев Ошанин                                      | ВИА «Пламя»                                                                                     | Посвящена 11-му Всемирному фестивалю молодёжи и студентов, проходившему в 1978 году в Гаване |
| 14 | Озарение                                                                        | Арно Бабаджанян             | Роберт Рождественский                           | Роза Рымбаева                                                                                   |                                                                                              |
| 15 | Любимой                                                                         | Эдуард Колмановский         | Евгений Евтушенко                               | Иосиф Кобзон                                                                                    |                                                                                              |
| 16 | Веселый ветерок                                                                 | Эдуард Коландаров           | Нурмурад Нурзуллаев                             | Рано Шарипова                                                                                   |                                                                                              |
| 17 | Высокие звезды                                                                  | Игорь Лученок               | Расул Гамзатов                                  | Анатолий Мокренко                                                                               |                                                                                              |
| 18 | 2 отделение Любовь к отчизне                                                    | Валентин Левашов            | Владимир Лазарев                                | Юрий Богатиков в сопровождении хора                                                             |                                                                                              |
| 19 | Вихола                                                                          | Александр Билаш             | Борис Олейник                                   | Анатолий Мокренко                                                                               |                                                                                              |
| 20 | Добрая столица                                                                  | Павел Аедоницкий            | Изяслав Романовский                             | Ксения Георгиади                                                                                |                                                                                              |
| 21 | Идёт солдат по городу                                                           | Владимир Шаинский           | Михаил Танич                                    | Юрий Богатиков, ВИА «Пламя» и солдатский хор                                                    |                                                                                              |
| 22 | Посвящение                                                                      | Евгений Птичкин             | Анатолий Поперечный                             | Ольга Воронец                                                                                   |                                                                                              |
| 23 | Наш город                                                                       | Раймонд Паулс               | Янис Петерс, русский текст Онегин Гаджикасимов) | Ренат Ибрагимов                                                                                 |                                                                                              |
| 24 | Носики-курносики                                                                | Борис Емельянов             | Ангелина Булычёва                               | Валентина Толкунова и Большой детской хор ЦТ и ВР п/у Виктора Попова                            |                                                                                              |
| 25 | Сережка ольховая (из т/ф «И это все о нем»)                                     | Евгений Крылатов            | Евгений Евтушенко                               | Эдуард Хиль                                                                                     |                                                                                              |
| 26 | Уроки музыки                                                                    | Вадим Ильин                 | Юрий Рыбчинский                                 | Татьяна Кочергина                                                                               |                                                                                              |
| 27 | Калина                                                                          | Микалоюс Новикас            | Антанас Саулинас, рус. текст - Юрий Кобрин)     | ВИА «Оризонт»                                                                                   |                                                                                              |
| 28 | Только тебе                                                                     | Оскар Фельцман              | Роберт Рождественский                           | София Ротару                                                                                    |                                                                                              |
| 29 | Если город танцует                                                              | Александр Журбин            | Илья Резник                                     | Виктор Кривонос                                                                                 |                                                                                              |
| 30 | У природы нет плохой погоды (из к/ф «Служебный роман»)                          | Андрей Петров               | Эльдар Рязанов                                  | Людмила Сенчина                                                                                 |                                                                                              |
| 31 | Влюбился я                                                                      | Полад Бюль-Бюль оглы        | Шараф Рашидов, Онегин Гаджикасимов )            | Алибек Днишев                                                                                   |                                                                                              |
| 32 | Голос сердца                                                                    | Владимир Дмитриев           | Михаил Рябинин                                  | Валентина Толкунова, Эдуард Хиль, Иосиф Кобзон, ВИА «Пламя» и «Оризонт»                         |                                                                                              |
| 33 | Не исчезай (из к/ф «Ольга Сергеевна»)                                           | Микаэл Таривердиев          | Андрей Вознесенский                             | Галина Беседина и Сергей Тараненко                                                              |                                                                                              |
| 35 | Моя песня (Песня Мимино, из к-ф «Мимино», 1977 )                                | Гия Канчели                 | Пётр Грузинский                                 | Вахтанг Кикабидзе                                                                               |                                                                                              |
| 36 | Женщина, которая поет (из к/ф «Женщина, которая поет»)                          | Леонид Гарин, Алла Пугачёва | Кайсын Кулиев, пер. Наум Гребнев                | Алла Пугачёва                                                                                   |                                                                                              |
| 37 | Скрипка Паганини                                                                | Карел Свобода               | Зденек Боровец, пер. Андрей Вознесенский        | Карел Готт (Чехословакия)                                                                       |                                                                                              |
| 38 | Отчий дом                                                                       | Евгений Мартынов            | Андрей Дементьев                                | София Ротару и Карел Готт (Чехословакия)                                                        |                                                                                              |
| 39 | Притяжение земли                                                                | Давид Тухманов              | Роберт Рождественский                           | Лев Лещенко                                                                                     |                                                                                              |
| 40 | Новый день                                                                      | Александра Пахмутова        | Николай Добронравов                             | Большой детской хор ЦТ и ВР п/у Виктора Попова                                                  |                                                                                              |

## Не попали на финальный концерт
На финальный концерт не попали такие хиты, как:
- «На дальней станции сойду» («Пламя»)[9]
- Напиши мне письмо (ВИА Синяя птица)[9]
- «Этот мир», «Приезжай хоть на денёк», «Песенка про меня» (Алла Пугачёва)[9]
- «Песенка мушкетеров» (из к/ф Д’Артаньян и три мушкетёра, исполнитель Михаил Боярский)[9]
- «Он пришел, этот добрый день» (из к/мюзикла «31 июня», исполнительница Татьяна Анциферова)[9]
- «Капли датского короля» (слова и музыка Булата Окуджавы, исполнительница Елена Камбурова)[9]